# 동문재래시장

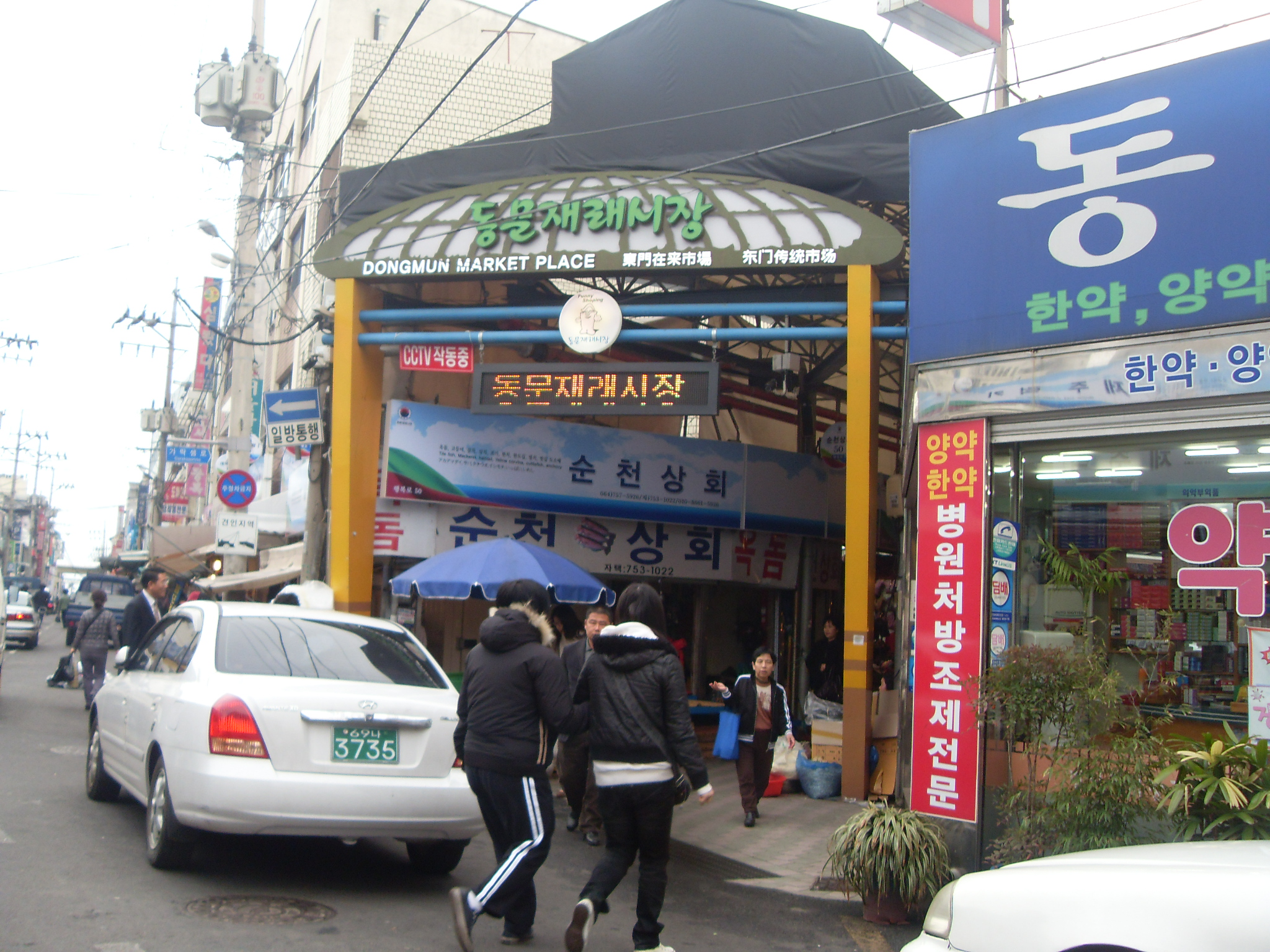
제주 동문재래시장

제주 동문재래시장은 대한민국 제주특별자치도 제주시에 위치한 재래시장이다. 제주도에서 가장 오래된 상설 재래시장이다.

## 사진

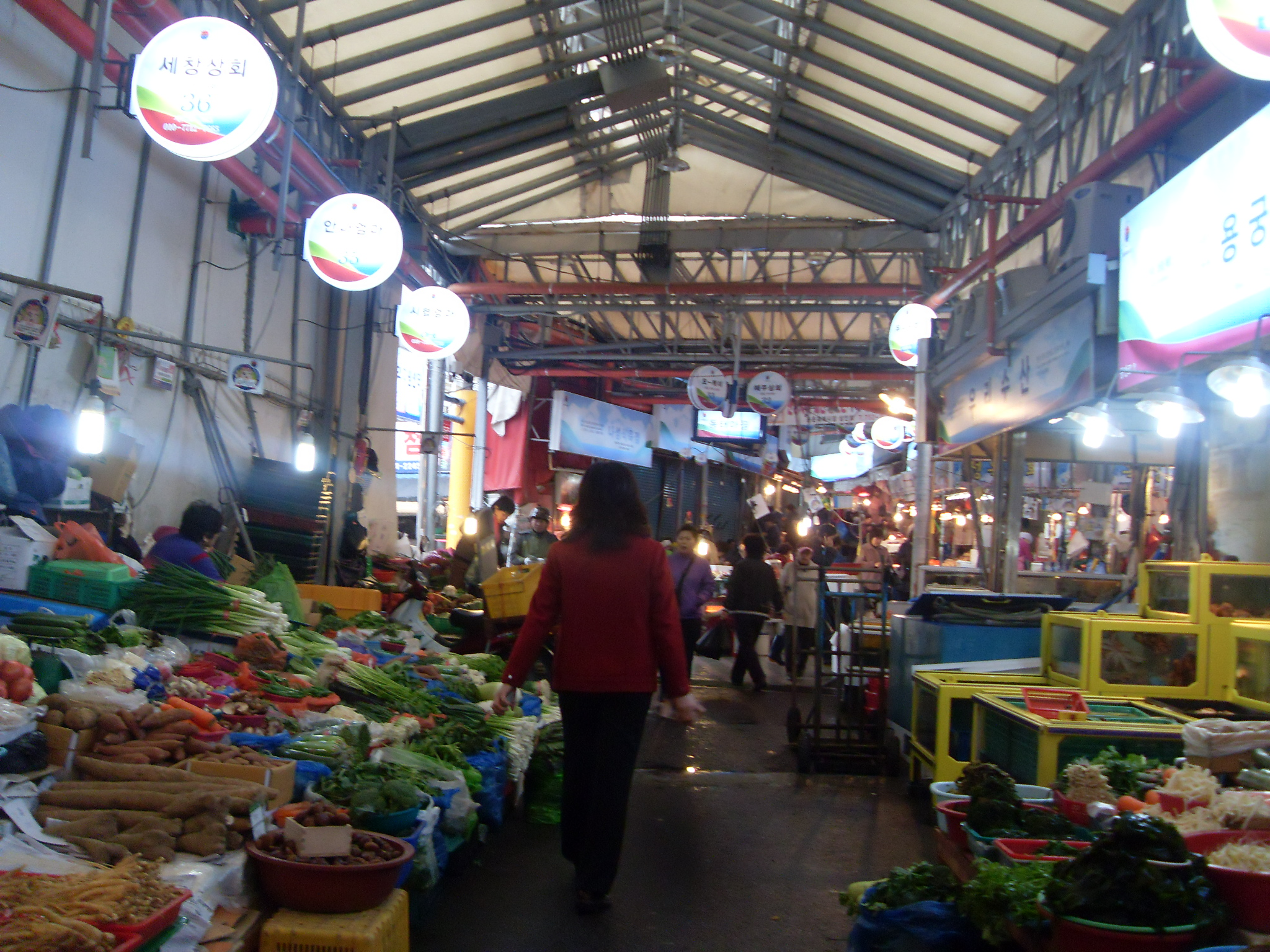
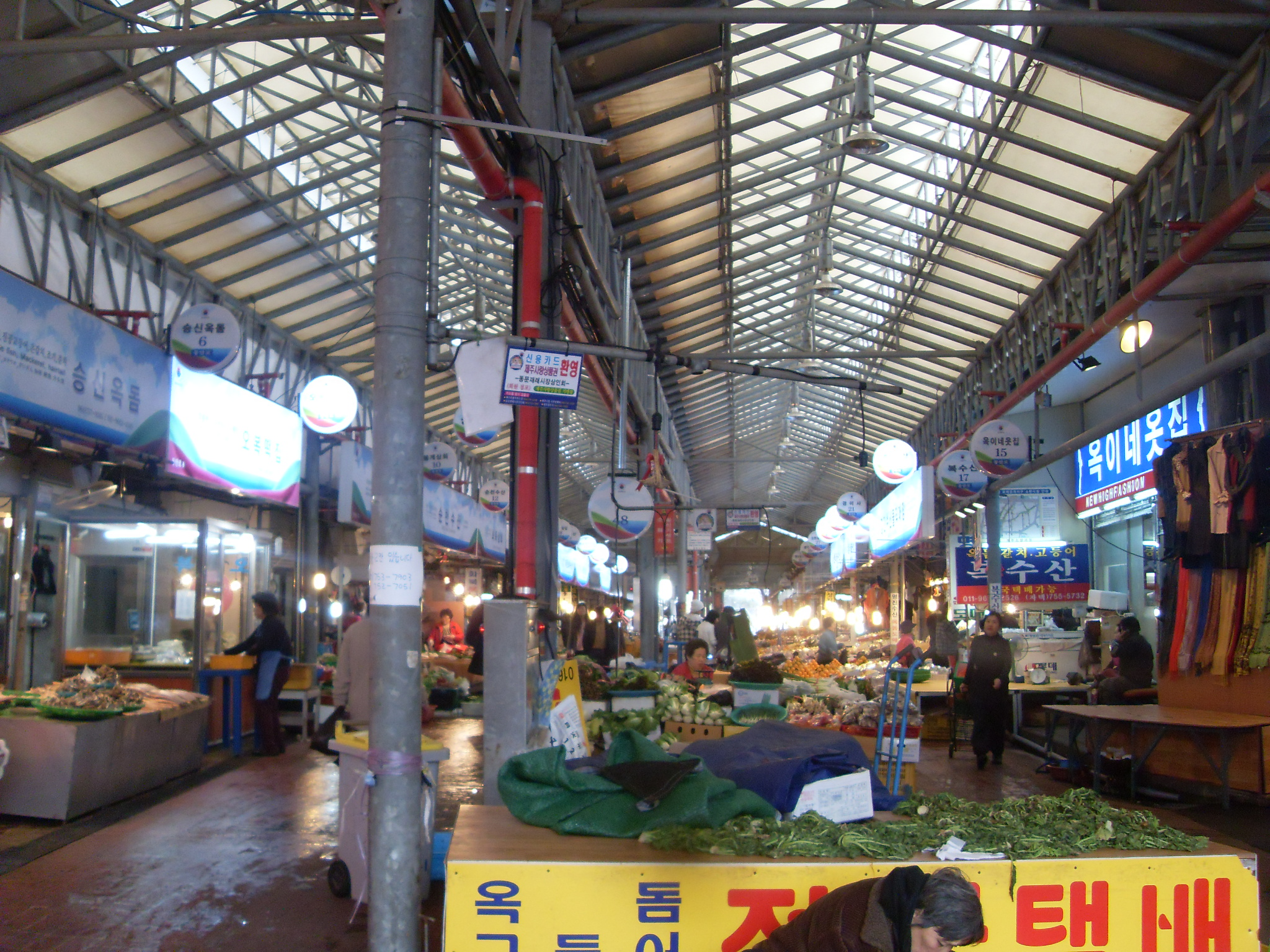
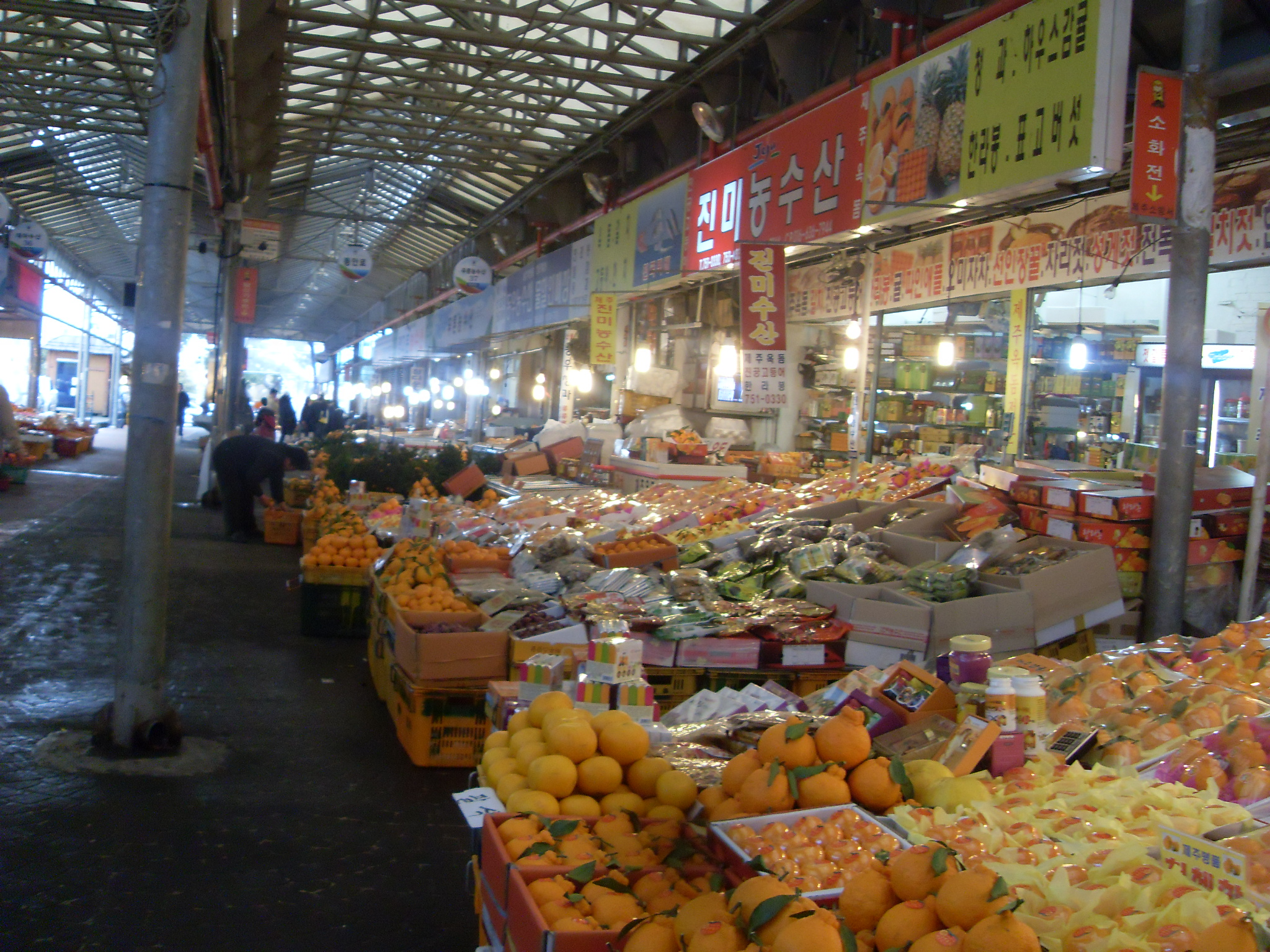
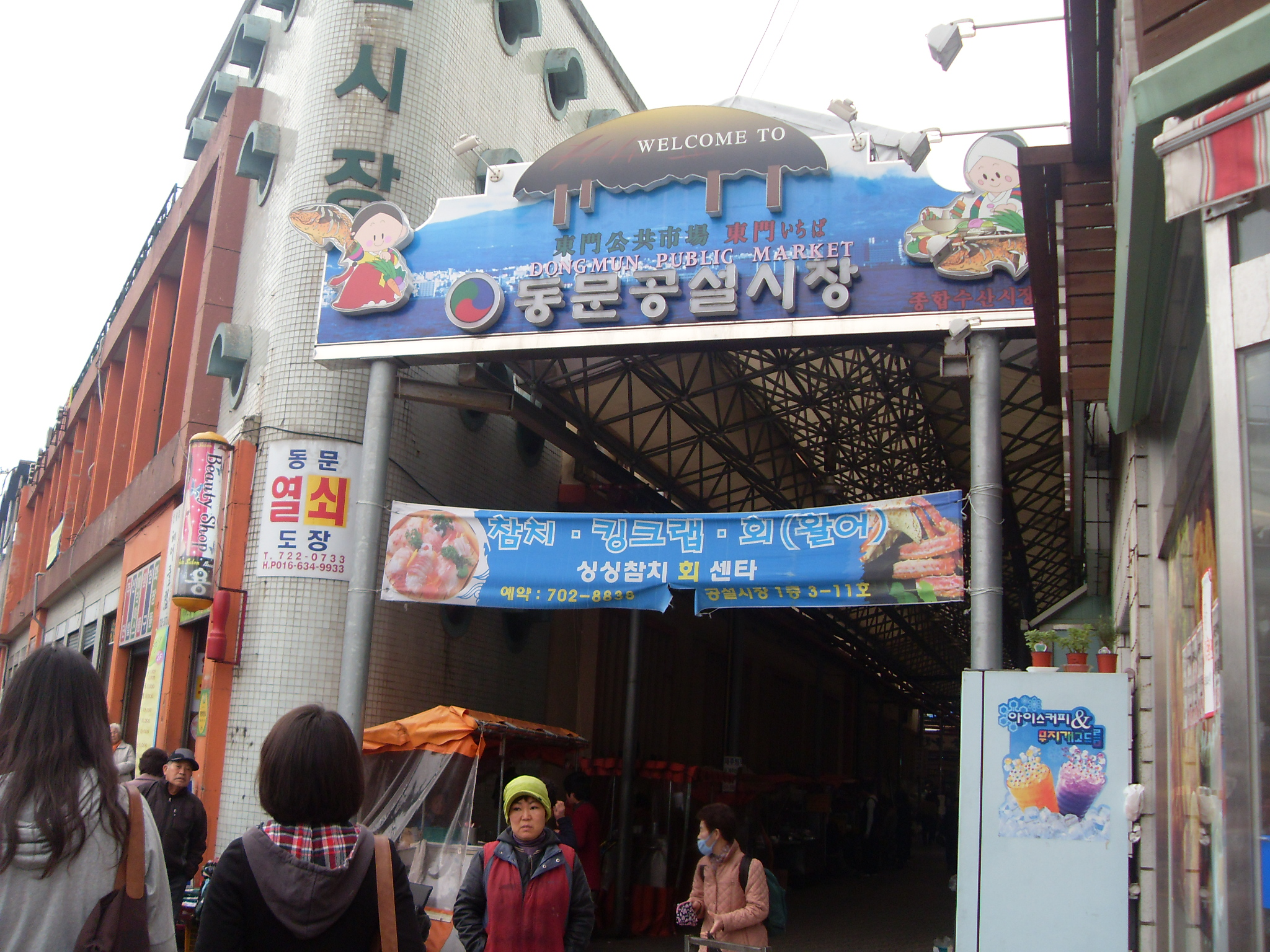